# جاتونسانائو پونتا
جاتونسانائو پونتا (به اسپانیایی: Jatunñaño Punta) یک کوه در پرو است که در Peru, Cusco Region واقع شده‌است. جاتونسانائو پونتا ۵٬۸۱۲ متر بالاتر از سطح دریا واقع شده‌است.